# Rodello
Rodello är en ort och kommun i provinsen Cuneo i regionen Piemonte i Italien. Kommunen hade 957 invånare (2018).